# King (T.I.)
King è il quarto album in studio del rapper statunitense T.I., pubblicato il 28 marzo 2006 dalla Atlantic Records.

## Il disco
È risultato vendere oltre le 522000 copie solo durante la prima settimana di debutto e poi 2 milioni in tutto il mondo. È stato dichiarato disco di platino.
Include la partecipazione di Young Buck, Pharrell, Common, B.G., UGK, Jamie Foxx, Young Jeezy, P$C, Governor e Young Dro, mentre è stato prodotto da Just Blaze, Pharrell Williams, Mannie Fresh, Swizz Beatz, DJ Toomp, Travis Barker, Caviar, Jaz Pha, Stanley Jones e Khao.
I fortunati singoli sono What You Know prodotto da Dj Toomp (la canzone è uscita in corrispondenza del nuovo film di T.I. ATL); Why You Wanna (che è stato il singolo hip hop più suonato dalle radio italiane); Live in the Sky con l'attore e artista R&B Jamie Foxx; Front Back, prodotto da Mannie Fresh e realizzato assieme al duo UGK a cui appartengono i rapper Bun B e Pimp C. Quest'ultimo singolo è uscito al fine di promuovere l'album, riscuotendo però meno attenzione degli altri.
Hanno collaborato al disco altri rapper importanti come B.G. e Young Jeezy (al pezzo I'm Straight), Young Buck e Young Dro (in Undertaker) e Pharrell e Common (in Goodlife). Pharrell compare anche tra gli stessi produttori del disco, assieme a Swizz Beatz e ad altri esponenti importanti come Just Blaze e DJ Toomp.
Ai Grammy Awards 2007 King è stato nominato come miglior album hip hop dell'anno, ma è stato superato da Release Therapy di Ludacris (rapper con il quale T.I. aveva avuto nei tempi passati più di una faida).
Il brano Get It contiene un sample tratto dalla sigla italiana Molla tutto, interpretata da Loretta Goggi.

## Tracce
| #   | Titolo                       | Partecipazioni         | Produttore (i)                            | Durata |
| --- | ---------------------------- | ---------------------- | ----------------------------------------- | ------ |
| 1.  | "King Back"                  |                        | Just Blaze                                | 4:12   |
| 2.  | "Front Back"                 | UGK                    | Mannie Fresh                              | 3:42   |
| 3.  | "What You Know"              |                        | DJ Toomp Co-produced by Wonder            | 4:34   |
| 4.  | "I'm Talkin' to You/Skit"    |                        | Just Blaze                                | 5:40   |
| 5.  | "Live in the Sky"            | Jamie Foxx             | Keith Mack                                | 5:46   |
| 6.  | "Ride Wit Me"                |                        | Keith Mack                                | 4:04   |
| 7.  | "Why You Wanna"              |                        | Kevin "Khao" Cates                        | 3:37   |
| 8.  | "Get It"                     |                        | Swizz Beatz                               | 3:40   |
| 9.  | "Top Back"                   |                        | Mannie Fresh                              | 4:42   |
| 10. | "I'm Straight/Pimp C (Skit)" | B.G. & Young Jeezy     | Nick Fury                                 | 6:35   |
| 11. | "Undertaker"                 | Young Dro & Young Buck | Kevin "Khao" Cates                        | 4:13   |
| 12. | "Standup Guy"                |                        | Kevin "Khao" Cates                        | 3:16   |
| 13. | "You Know Who"               |                        | Tony Galvin, co-produced by Travis Barker | 2:54   |
| 14. | "Goodlife/Phone Call (Skit)" | Pharrell & Common      | The Neptunes                              | 4:28   |
| 15. | "Hello"                      | Governor               | Kevin "Khao" Cates                        | 3:34   |
| 16. | "I Told You So"              |                        | Keith Mack                                | 4:22   |
| 17. | "Bankhead"                   | P$C & Young Dro        | DJ Toomp                                  | 4:26   |

## Classifiche
| Classifiche (2006)        | Posizione massima |
| ------------------------- | ----------------- |
| Canada                    | 24                |
| Francia                   | 36                |
| Giappone                  | 26                |
| Nuova Zelanda             | 2                 |
| Regno Unito               | 83                |
| Stati Uniti               | 1                 |
| Stati Uniti (R&B/Hip-Hop) | 1                 |
| Stati Uniti (rap)         | 1                 |
| Svizzera                  | 99                |